# ادموند موسکی
ادموند موسکی (به انگلیسی: Edmund Muskie) سناتور سابق عضو حزب دموکرات ایالات متحده آمریکا بود. وی در سال ۱۹۵۹ تا ۱۹۸۰ میلادی سناتور ایالت مین در سنای ایالات متحده آمریکا بود.